# Help!/I'm Down
Help!/I'm Down è il decimo singolo discografico dei Beatles, pubblicato nel 1965.

## Tracce
Testi e musiche di John Lennon e Paul McCartney.
1. Help! – 2:16
2. I'm Down – 2:32

## Brani

### Help!

#### Origine e storia
John Lennon, autore principale del brano, lo considerava una delle migliori canzoni che avesse scritto con i Beatles. Lo stesso Lennon, in un'intervista affermò:« Ero ingrassato e in stato di depressione ai tempi di Help! ».
Il resto della band parve sorpreso dal contenuto della canzone, poiché il senso di insicurezza che esprimeva John sembrava in netto contrasto con l'immagine che i Beatles avrebbero voluto trasmettere ai loro fans.
Il brano venne pubblicato anche sull'album omonimo nel 1965 e venne utilizzato come brano di apertura e finale del film Aiuto! (Help!) dello stesso anno e si trova alla 29ª posizione nella lista delle 500 migliori canzoni secondo la rivista Rolling Stone.

#### Musica e arrangiamento
In una intervista del 1970 per Rolling Stone, John spiegò che il brano era stato concepito come una ballata lenta, e in seguito la produzione aveva convinto il gruppo ad accelerarne il tempo. A posteriori, Lennon si disse dispiaciuto di questa scelta, nonostante il successo ottenuto in tutto il mondo grazie anche al ritmo e alla melodia azzeccati. Se è vero, come affermano molti critici, che sono fondamentali 15/20 secondi di una canzone, soprattutto quelli iniziali, per decretarne il successo, Help risultò trascinante e coinvolgente sin dalla prima nota, oltreché dalla prima parola, sebbene qualche critico volle ravvisare nella musica del brano l'inizio di una fase lennoniana caratterizzata da una perdita di smalto.

#### Testo e significato
Nella scrittura del brano, Lennon si era ispirato al senso di disagio e di stress che provava per l'improvvisa notorietà raggiunta con i Beatles: "Help me if you can I'm feeling down" [...] "Help me get my feet back on the ground" [...] "And now my life has changed in oh so many ways, my independence seems to vanish in the haze". ("Aiutami se puoi, sto male [...] Aiutami a rimettere i piedi per terra" [...] "Ora la mia vita, oh, quanto è cambiata, la mia indipendenza si è trasformata in confusione").

#### Cover
Molti musicisti si sono cimentati in cover di Help!. In particolare, sia gli U2 (che suonarono il brano in diversi concerti fra il 1986 ed il 1987) sia gli Oasis lo riproposero con un tempo rallentato; lo stesso si può dire di Paul McCartney, che eseguì Help! nel suo tour del 1990 (insieme ad altri brani) come tributo a Lennon. Fra gli altri gruppi ed artisti che hanno inciso la propria interpretazione di questo brano si possono citare Deep Purple, Carpenters, Bananarama, Kylie Minogue, Dolly Parton, Tina Turner, John Farnham, Rick Wakeman, The Damned, Caetano Veloso, Howie Day, Fountains of Wayne e The Town Sparrows nel 1965 (Belter, 51.574) inserita nella raccolta Per un pugno di note dello stesso anno (Ri-Fi, RFS LP 14505). John Lennon una volta disse che la sua cover di Help! preferita era quella di Henry Gross. Esiste anche una cover in dialetto napoletano degli Shampoo intitolata Peppe (EMI, 3C-006-18515), incisa nel 1980 per l'album In Naples 1980/81 (EMI, 3C 064-18517).

## Classifiche
Il disco restò tre settimane in vetta alla hit parade statunitense e britannica; raggiunse il vertice delle classifiche di vendita anche in vari altri paesi, fra i quali Canada, Irlanda, Italia, Paesi Bassi per tre settimane e Norvegia per sei settimane, la seconda posizione in Germania e la quinta in Austria risultando il terzo singolo più venduto dell'anno dopo Unchained Melody e (I Can't Get No) Satisfaction.
Anche gli italiani acquistarono il disco, che balzò al primo posto della hit parade, abbandonandola dopo diciannove settimane.

## Formazione
- John Lennon - voce, chitarra ritmica acustica
- Paul McCartney - cori, basso elettrico
- George Harrison - cori, chitarra solista
- Ringo Starr  - batteria, tamburello[12]